# Radical Optimism Tour
 (novembre 2024).
Si vous disposez d'ouvrages ou d'articles de référence ou si vous connaissez des sites web de qualité traitant du thème abordé ici, merci de compléter l'article en donnant les références utiles à sa vérifiabilité et en les liant à la section « Notes et références ».
Tournées par Dua Lipa
The Futur Nostalgia Tour (2021)
Radical Optimism Tour est une tournée mondiale de Dua Lipa.

## Présentation
La tournée débute à Berlin (Allemagne) le 5 juin 2024 et s’achèvera à Mexico (Mexique) le 5 Décembre 2025.. Il s'agit d'une tournée afin de promouvoir son troisième album studio Radical Optimism.

## Set List
Setlist à partir du 5 novembre 2024 à Singapour:
1. "Training Season"
2. "One Kiss"
3. "Illusion"
4. "End of an Era"
5. "Break My Heart"
6. "Whatcha Doing"
7. "Levitating"
8. "These Walls"
9. "Be the One"
10. "Love Again"
11. "Pretty Please"
12. "Hallucinate"
13. "New Rules"
14. "Electricity"
15. "Cold Heart"
16. "Anything for Love"
17. "Happy for You"

Encore
1. "Physical"
2. "Dance the Night"
3. "Don't Start Now"
4. "Houdini"

Setlist à partir du 17 mars 2025 à Melbourne:
Acte I
1. Training Season
2. End of an Era
3. Break My Heart
4. One Kiss

Acte II
1. Whatcha Doing
2. Levitating
3. These Walls
4. Chanson surprise
5. Maria

Acte III
1. Physical
2. Electricity
3. Hallucinate
4. Illusion

Acte IV
1. Falling Forever
2. Happy for You
3. Love Again
4. Anything for Love
5. Be the One

Encore
1. New Rules
2. Dance the Night
3. Don't Start Now
4. Houdini

## Dates
| Date                           | Ville        | Pays         | Lieu                             | Affluence | Revenu brut |
| ------------------------------ | ------------ | ------------ | -------------------------------- | --------- | ----------- |
| EUROPE / UK (Summer tour)      |              |              |                                  |           |             |
| 5 juin 2024                    | Berlin       | Allemagne    | Waldbühne                        | N/A       | N/A         |
| 9 juin 2024                    | Pula         | Croatie      | Pula Arena                       | N/A       | N/A         |
| 12 juin 2024                   | Nîmes        | France       | Arènes de Nîmes                  | N/A       | N/A         |
| 13 juin 2024                   | Nîmes        | France       | Arènes de Nîmes                  | N/A       | N/A         |
| 28 juin 2024                   | Glastonbury  | Royaume-Uni  | Glastonbury Festival             | N/A       | N/A         |
| 4 juillet 2024                 | Gdynia       | Pologne      | Open’er Festival                 | N/A       | N/A         |
| 6 juillet 2024                 | Werchter     | Belgique     | Rock Werchter                    | N/A       | N/A         |
| 10 juillet 2024                | Madrid       | Espagne      | Mad Cool Festival                | N/A       | N/A         |
| 12 juillet 2024                | Lisbonne     | Portugal     | NOS Alive                        | N/A       | N/A         |
| AMERIQUE DU NORD (Summer Tour) |              |              |                                  |           |             |
| 5 octobre 2024                 | Austin       | États-Unis   | Austin City Limits               | N/A       | N/A         |
| 12 octobre 2024                | Austin       | États-Unis   | Austin City Limits               | N/A       | N/A         |
| UK (Special Show)              |              |              |                                  |           |             |
| 17 octobre 2024                | Londres      | Royaume-Uni  | Royal Albert Hall                | N/A       | N/A         |
| ASIE                           |              |              |                                  |           |             |
| 5 novembre 2024                | Singapour    | Singapour    | Singapore Indoor Stadium         | -         | -           |
| 6 novembre 2024                | Singapour    | Singapour    | Singapore Indoor Stadium         | -         | -           |
| 13 novembre 2024               | Manille      | Philippines  | Philippine Arena                 | -         | -           |
| 16 novembre 2024               | Tokyo        | Japon        | Saitama Super Arena              | -         | -           |
| 17 novembre 2024               | Tokyo        | Japon        | Saitama Super Arena              | -         | -           |
| 20 novembre 2024               | Taipei       | Taïwan       | Rakuten Taoyuan Baseball Stadium | -         | -           |
| 23 novembre 2024               | Kuala Lumpur | Malaisie     | Axiata Arena                     | -         | -           |
| 24 novembre 2024               | Kuala Lumpur | Malaisie     | Axiata Arena                     | -         | -           |
| 27 novembre 2024               | Bangkok      | Thaïlande    | Impact Arena                     | -         | -           |
| 30 novembre 2024               | Mumbai       | Inde         | Zomato Feeding India Concert     | -         | -           |
| 4 décembre 2024                | Séoul        | Corée du Sud | Gocheok Sky Dome                 | -         | -           |
| 5 décembre 2024                | Séoul        | Corée du Sud | Gocheok Sky Dome                 | -         | -           |
| TOTAL                          | TOTAL        | TOTAL        | TOTAL                            | -         | -           |

| Date               | Ville            | Pays               | Lieu                                     | Première partie | Première partie | Affluence | Revenu brut |
| ------------------ | ---------------- | ------------------ | ---------------------------------------- | --------------- | --------------- | --------- | ----------- |
| OCEANIE            |                  |                    |                                          |                 |                 |           |             |
| 17 mars 2025       | Melbourne        | Australie          | Rod Laver Arena                          | Kita Alexander  | Kita Alexander  | 75 000    | -           |
| 19 mars 2025       | Melbourne        | Australie          | Rod Laver Arena                          | Kita Alexander  | Kita Alexander  | 75 000    | -           |
| 20 mars 2025       | Melbourne        | Australie          | Rod Laver Arena                          | Kita Alexander  | Kita Alexander  | 75 000    | -           |
| 22 mars 2025       | Melbourne        | Australie          | Rod Laver Arena                          | Kita Alexander  | Kita Alexander  | 75 000    | -           |
| 23 mars 2025       | Melbourne        | Australie          | Rod Laver Arena                          | Kita Alexander  | Kita Alexander  | 75 000    | -           |
| 26 mars 2025       | Sydney           | Australie          | Qudos Bank Arena                         | Kita Alexander  | Kita Alexander  | 64 000    | -           |
| 28 mars 2025       | Sydney           | Australie          | Qudos Bank Arena                         | Kita Alexander  | Kita Alexander  | 64 000    | -           |
| 29 mars 2025       | Sydney           | Australie          | Qudos Bank Arena                         | Kita Alexander  | Kita Alexander  | 64 000    | -           |
| 2 avril 2025       | Auckland         | Nouvelle-Zélande   | Spark Arena                              | Kita Alexander  | Kita Alexander  | -         | -           |
| 4 avril 2025       | Auckland         | Nouvelle-Zélande   | Spark Arena                              | Kita Alexander  | Kita Alexander  | -         | -           |
| TOTAL              | TOTAL            | TOTAL              | TOTAL                                    | TOTAL           | TOTAL           | -         | -           |
| EUROPE / UK        |                  |                    |                                          |                 |                 |           |             |
| 11 mai 2025        | Madrid           | Espagne            | Palais des sports (Madrid)               | Alessi Rose     | Alessi Rose     | -         | -           |
| 12 mai 2025        | Madrid           | Espagne            | Palais des sports (Madrid)               | Alessi Rose     | Alessi Rose     | -         | -           |
| 15 mai 2025        | Décines-Charpieu | France             | LDLC Arena                               | Alessi Rose     | Alessi Rose     | 34 000    | -           |
| 16 mai 2025        | Décines-Charpieu | France             | LDLC Arena                               | Alessi Rose     | Alessi Rose     | 34 000    | -           |
| 19 mai 2025        | Hambourg         | Allemagne          | Barclays Arena                           | Alessi Rose     | Alessi Rose     | 32 000    | -           |
| 20 mai 2025        | Hambourg         | Allemagne          | Barclays Arena                           | Alessi Rose     | Alessi Rose     | 32 000    | -           |
| 23 mai 2025        | Nanterre         | France             | Paris La Défense Arena                   | Alessi Rose     | Alessi Rose     | 90 000    | -           |
| 24 mai 2025        | Nanterre         | France             | Paris La Défense Arena                   | Alessi Rose     | Alessi Rose     | 90 000    | -           |
| 27 mai 2025        | Prague           | République tchèque | O2 Arena                                 | Alessi Rose     | Alessi Rose     | 36 000    | -           |
| 28 mai 2025        | Prague           | République tchèque | O2 Arena                                 | Alessi Rose     | Alessi Rose     | 36 000    | -           |
| 31 mai 2025        | Munich           | Allemagne          | Olympiahalle                             | Alessi Rose     | Alessi Rose     | 32 000    | -           |
| 1er juin 2025      | Munich           | Allemagne          | Olympiahalle                             | Alessi Rose     | Alessi Rose     | 32 000    | -           |
| 3 juin 2025        | Amsterdam        | Pays-Bas           | Ziggo Dome                               | Alessi Rose     | Alessi Rose     | 36 000    | -           |
| 4 juin 2025        | Amsterdam        | Pays-Bas           | Ziggo Dome                               | Alessi Rose     | Alessi Rose     | 36 000    | -           |
| 7 juin 2024        | Milan            | Italie             | Hippodrome de San Siro                   | Alessi Rose     | Alessi Rose     | 80 000    | -           |
| 11 juin 2025       | Antwerp          | Belgique           | Sportpaleis                              | Alessi Rose     | Alessi Rose     | -         | -           |
| 12 juin 2025       | Antwerp          | Belgique           | Sportpaleis                              | Alessi Rose     | Alessi Rose     | -         | -           |
| 13 juin 2025       | Antwerp          | Belgique           | Sportpaleis                              | Alessi Rose     | Alessi Rose     | -         | -           |
| 20 juin 2025       | Londres          | Royaume-Uni        | Wembley Stadium                          | Dove Cameron    | Alessi Rose     | -         | -           |
| 21 juin 2025       | Londres          | Royaume-Uni        | Wembley Stadium                          | Dove Cameron    | Alessi Rose     | -         | -           |
| 24 juin 2025       | Liverpool        | Royaume-Uni        | Anfield                                  | Dove Cameron    | Alessi Rose     | -         | -           |
| 25 juin 2025       | Liverpool        | Royaume-Uni        | Anfield                                  | Dove Cameron    | Alessi Rose     | -         | -           |
| 27 juin 2024       | Dublin           | Irlande            | Aviva Stadium                            | Dove Cameron    | Alessi Rose     | -         | -           |
| TOTAL              | TOTAL            | TOTAL              | TOTAL                                    | TOTAL           | TOTAL           | -         | -           |
| AMERIQUE DU NORD   |                  |                    |                                          |                 |                 |           |             |
| 1er septembre 2025 | Toronto          | Canada             | Scotiabank Arena                         | -               | -               | -         | -           |
| 2 septembre 2025   | Toronto          | Canada             | Scotiabank Arena                         | -               | -               | -         | -           |
| 5 septembre 2025   | Chicago          | États-Unis         | United Center                            | -               | -               | -         | -           |
| 6 septembre 2025   | Chicago          | États-Unis         | United Center                            | -               | -               | -         | -           |
| 9 septembre 2025   | Boston           | États-Unis         | TD Garden                                | -               | -               | -         | -           |
| 10 septembre 2025  | Boston           | États-Unis         | TD Garden                                | -               | -               | -         | -           |
| 13 septembre 2025  | Atlanta          | États-Unis         | State Farm Arena                         | -               | -               | -         | -           |
| 14 septembre 2025  | Atlanta          | États-Unis         | State Farm Arena                         | -               | -               | -         | -           |
| 17 septembre 2025  | New-York         | États-Unis         | Madison Square Garden                    | -               | -               | -         | -           |
| 18 septembre 2025  | New-York         | États-Unis         | Madison Square Garden                    | -               | -               | -         | -           |
| 20 septembre 2025  | New-York         | États-Unis         | Madison Square Garden                    | -               | -               | -         | -           |
| 21 septembre 2025  | New-York         | États-Unis         | Madison Square Garden                    | -               | -               | -         | -           |
| 26 septembre 2025  | Miami            | États-Unis         | Kaseya Center                            | -               | -               | -         | -           |
| 27 septembre 2025  | Miami            | États-Unis         | Kaseya Center                            | -               | -               | -         | -           |
| 30 septembre 2025  | Dallas           | États-Unis         | American Airlines Center                 | -               | -               | -         | -           |
| 1er octobre 2025   | Dallas           | États-Unis         | American Airlines Center                 | -               | -               | -         | -           |
| 4 octobre 2025     | Los Angeles      | États-Unis         | The Forum (Inglewood)                    | -               | -               | -         | -           |
| 5 octobre 2025     | Los Angeles      | États-Unis         | The Forum (Inglewood)                    | -               | -               | -         | -           |
| 7 octobre 2025     | Los Angeles      | États-Unis         | The Forum (Inglewood)                    | -               | -               | -         | -           |
| 8 octobre 2025     | Los Angeles      | États-Unis         | The Forum (Inglewood)                    | -               | -               | -         | -           |
| 11 octobre 2025    | San Francisco    | États-Unis         | Chase Center                             | -               | -               | -         | -           |
| 12 octobre 2025    | San Francisco    | États-Unis         | Chase Center                             | -               | -               | -         | -           |
| 15 octobre 2025    | Seattle          | États-Unis         | Climate Pledge Arena                     | -               | -               | -         | -           |
| 16 octobre 2025    | Seattle          | États-Unis         | Climate Pledge Arena                     | -               | -               | -         | -           |
| TOTAL              | TOTAL            | TOTAL              | TOTAL                                    | TOTAL           | TOTAL           | -         | -           |
| AMERIQUE DU SUD    |                  |                    |                                          |                 |                 |           |             |
| 7 novembre 2025    | Buenos Aires     | Argentine          | Mâs Monumental Stadium                   | -               | -               | -         | -           |
| 8 novembre 2025    | Buenos Aires     | Argentine          | Mâs Monumental Stadium                   | -               | -               | -         | -           |
| 11 novembre 2025   | Santiago         | Chili              | Estadio Nacional Julio Martínez Prádanos | -               | -               | -         | -           |
| 12 novembre 2025   | Santiago         | Chili              | Estadio Nacional Julio Martínez Prádanos | -               | -               | -         | -           |
| 15 novembre 2025   | Sao Paulo        | Brésil             | MorumBIS                                 | -               | -               | -         | -           |
| 22 novembre 2025   | Rio de Janeiro   | Brésil             | Estádio Olímpico Nilton Santos           | -               | -               | -         | -           |
| 25 novembre 2025   | Lima             | Pérou              | Estadio Universidad San Marcos           | -               | -               | -         | -           |
| 28 novembre 2025   | Bogota           | Colombie           | Estadio El Campín                        | -               | -               | -         | -           |
| 1er décembre 2025  | Mexico           | Mexique            | Estadio GNP Seguros                      | -               | -               | -         | -           |
| 2 décembre 2025    | Mexico           | Mexique            | Estadio GNP Seguros                      | -               | -               | -         | -           |
| 5 décembre 2025    | Mexico           | Mexique            | Estadio GNP Seguros                      | -               | -               | -         | -           |
| TOTAL              | TOTAL            | TOTAL              | TOTAL                                    | TOTAL           | TOTAL           | -         | -           |
| CUMULATIF TOTAL    | CUMULATIF TOTAL  | CUMULATIF TOTAL    | CUMULATIF TOTAL                          | CUMULATIF TOTAL | CUMULATIF TOTAL | -         | -           |

Annulation
| Date            | Ville   | Pays      | Lieu                    | Raison                                 |
| --------------- | ------- | --------- | ----------------------- | -------------------------------------- |
| 9 novembre 2024 | Jakarta | Indonésie | Indonesia Arena-Senayan | Problème lié à la sécurité de la scène |